# Liste der denkmalgeschützten Objekte in Weikendorf
Die Liste der denkmalgeschützten Objekte in Weikendorf enthält die 10 denkmalgeschützten, unbeweglichen Objekte der Gemeinde Weikendorf.

## Denkmäler
| Foto |                 | Denkmal                                                               | Standort                                                  | Beschreibung | Metadaten |
| ---- | --------------- | --------------------------------------------------------------------- | --------------------------------------------------------- | --- | --- |
| ja   | Datei hochladen | Figurenbildstock hl. Josef HERIS-ID: 50795 Objekt-ID: 56166           | bei Tallesbrunner Hauptstraße 37 Standort KG: Tallesbrunn | In der Ortsmitte steht auf einem neuen Sockel eine aus dem späten 18. Jahrhundert stammenden Figur des hl. Josef mit Kind. | BDA-Hist.: Q38042200 Status: Bescheid Stand der BDA-Liste: 2025-06-30 Name: Figurenbildstock hl. Josef GstNr.: 85                                     |
| ja   | Datei hochladen | Grabstein von Joseph Schwingenschlögl HERIS-ID: 10711 Objekt-ID: 6772 | bei Fichtengasse 17 Standort KG: Weikendorf               | Am Friedhof befindet sich ein mit 1841 bezeichneter Grabstein von Joseph Schwingenschlögl im Biedermeierstil mit bekrönender Urne. | BDA-Hist.: Q38077160 Status: § 2a Stand der BDA-Liste: 2025-06-30 Name: Grabstein von Joseph Schwingenschlögl GstNr.: 476                             |
| ja   | Datei hochladen | Schüttkasten HERIS-ID: 11050 Objekt-ID: 7119                          | Franz Mair Weg 1 Standort KG: Weikendorf                  | Der Schüttkasten ist Teil einer ehemals weitläufigen barocken Meierhofanlage des 17. Jahrhunderts. Er hat drei Geschoße und ein mächtiges Satteldach. Im Erdgeschoß befindet sich ein langgestrecktes zweiteilige Kreuzgratgewölbe. Am Keilstein des Steinportals ist die Jahreszahl 1698 zu sehen. | BDA-Hist.: Q38088301 Status: § 2a Stand der BDA-Liste: 2025-06-30 Name: Schüttkasten GstNr.: 234                                                      |
| ja   | Datei hochladen | Kath. Pfarrkirche hl. Koloman HERIS-ID: 10303 Objekt-ID: 6357         | Kirchenplatz 1 Standort KG: Weikendorf                    | Die etwas erhöht im Westen des Ortes gelegene und mit dem Pfarrschloss eine Einheit bildende Pfarrkirche hl. Koloman ist eine mächtige, barockisierte, ehemalige Wehrkirche. Das Schiff, der Chor und der Südturm wurden unter Verwendung mittelalterlichen Mauerwerks des Vorgängerbaus angelegt. Das hohe Langhaus ist von einem steilen Satteldach gedeckt. Das westliche Joch des Langhauses ist in die Nordostecke des Pfarrschlosses eingebunden. Das Äußere ist mit Rundbogenfenstern und darüber zwischen hochgezogenen Strebepfeilern gelegenen Lunettenfenstern schlicht gestaltet. Symmetrisch flankiert vom Turm und der Sakristei liegt der wesentlich niedrigere Chor mit seinen schmalen Rundbogenfenstern. Der wuchtige, viergeschoßige Turm ist wohl ein ehemaliger Wehrturm. | BDA-Hist.: Q38063546 Status: § 2a Stand der BDA-Liste: 2025-06-30 Name: Kath. Pfarrkirche hl. Koloman GstNr.: 1/2 Pfarrkirche Weikendorf              |
| ja   | Datei hochladen | Pfarrhof HERIS-ID: 10304 Objekt-ID: 6358                              | Kirchenplatz 1 Standort KG: Weikendorf                    | Der Pfarrhof, errichtet 1716–1721 von Jakob Prandtauer, ist ein zweigeschoßiger, schlossähnlicher, mit der Kirche verbundener Barockbau auf quadratischem Grundriss. Der Südflügel ist gegen Osten um eine Achse leicht vorgezogen, wodurch ein angedeuteter Hof entsteht. Der Bau ist im Süden über eine Brücke mit Steinpfeilern zugänglich. Durch Kordongesims, Fensterfaschen und Eckquaderung ist die Fassade schlicht gegliedert. Der Bau ist um einen zweigeschoßigen Hof mit Erdgeschoßarkaden angelegt. Schlichte Räume, zum Teil mit Stichkappen, befinden sich im Erdgeschoß. Der südwestliche Eckraum, die sogenannte Sala terrena, verfügt über eine einfache Freskenausstattung mit einer Erlöserfigur im Tondo. In der Mitte des Hofes befindet sich ein ehemaliger Brunnen.    | BDA-Hist.: Q38063558 Status: § 2a Stand der BDA-Liste: 2025-06-30 Name: Pfarrhof GstNr.: 1/1 Pfarrschloss Weikendorf                                  |
| ja   | Datei hochladen | Figurenbildstock hl. Elisabeth HERIS-ID: 10305 Objekt-ID: 6359        | bei Kirchenplatz 1 Standort KG: Weikendorf                | Im ehemaligen Friedhof steht eine mit 1757 bezeichnete Barockfigur der hl. Elisabeth. | BDA-Hist.: Q38063578 Status: § 2a Stand der BDA-Liste: 2025-06-30 Name: Figurenbildstock hl. Elisabeth GstNr.: 2                                      |
| ja   | Datei hochladen | Dreifaltigkeitssäule HERIS-ID: 10308 Objekt-ID: 6362                  | bei Marktstraße 18 Standort KG: Weikendorf                | Die am Westende des Breitangers sich erhebende Dreifaltigkeitssäule ist durch ein Chronogramm mit 1765 bezeichnet. Der hohe, zweigeschoßige Aufbau ist mit Figuren der hll. Rosalia, Rochus, und Sebastian, unterbrochen von Sandsteinvasen, versehen. Darüber stehen Statuen der hll. Leopold, Florian und Koloman. Die steil aufragende Wolkensäule wird von einem Bildnis der Hl. Dreifaltigkeit bekrönt. | BDA-Hist.: Q38063705 Status: § 2a Stand der BDA-Liste: 2025-06-30 Name: Dreifaltigkeitssäule GstNr.: 1250/1 Dreifaltigkeitssäule Weikendorf           |
| ja   | Datei hochladen | Bürgerhaus HERIS-ID: 50796 Objekt-ID: 56169                           | Obere Hauptstraße 17 Standort KG: Weikendorf              | | BDA-Hist.: Q38042209 Status: Bescheid Stand der BDA-Liste: 2025-06-30 Name: Bürgerhaus GstNr.: 405 Buergerhaus Weikendorf                             |
| ja   | Datei hochladen | Rathaus HERIS-ID: 10307 Objekt-ID: 6361                               | Rathausplatz 1 Standort KG: Weikendorf                    | Das Rathaus von Weikendorf ist ein zweigeschoßiger, schlicht gegliederter Barockbau mit Walmdach, der 1742 erstmals urkundlich erwähnt wurde. Es verfügt über Doppelpilaster und hat im Obergeschoß einen leicht angedeuteten Mittelrisalit mit dem Melker Stiftswappen. Darüber ist eine kleine Figurenattika mit einer Figur der Justitia zu sehen. | BDA-Hist.: Q38063649 Status: § 2a Stand der BDA-Liste: 2025-06-30 Name: Rathaus GstNr.: 201 Rathaus Weikendorf                                        |
| ja   | Datei hochladen | Figurenbildstock hl. Johannes Nepomuk HERIS-ID: 10306 Objekt-ID: 6360 | bei Rathausplatz 1 Standort KG: Weikendorf                | Auf einem Volutensockel steht eine mit 1725 bezeichnete, ursprünglich von zwei Putten flankierte Statue des hl. Johannes Nepomuk. Die beiden fehlenden Putten wurden ergänzt und die Statue auf den Rathausplatz versetzt. | BDA-Hist.: Q38063631 Status: § 2a Stand der BDA-Liste: 2025-06-30 Name: Figurenbildstock hl. Johannes Nepomuk GstNr.: 1255/1 Hl. Nepomuk (Weikendorf) |